# Tol Brandir
Tol Brandir è un'isola di Arda, l'universo immaginario fantasy creato dallo scrittore inglese J.R.R. Tolkien. È un'isola molto impervia e con pareti a picco nel mezzo del lago Nen Hithoel. Questo lago si forma con le acque del fiume Anduin, le quali proseguono nelle Cascate di Rauros. Ai lati del lago si trovano due colline che erano servite in passato al Regno di Gondor come punti di osservazione: Amon Hen a ovest e Amon Lhaw a est. Secondo la leggenda, nessuno ha mai messo piede sull'isola di Tol Brandir.

## Etimologia
Tol Brandir significa Isola Alta in Sindarin, lingua usata dagli Elfi. Gli Uomini invece la chiamarono Tindrock, nome che si fa risalire all'Antico inglese, lingua amata da Tolkien. "Tind" significa appunto "tagliente", in questo caso roccia appuntita.